# Roman Mory Gbane
Roman Mory Diaman Gbane (Toumodi, 25 dicembre 2000) è un calciatore ivoriano, centrocampista dello Stade Reims.

## Carriera

### Club
Nel 2019 approda in Europa ai croati del BSK Bijelo Brdo, militanti nella seconda divisione locale. Il 15 luglio 2022 viene prestato per una stagione ai russi del Chimki. Nello stesso giorno esordisce nella prima divisione russa, nell'incontro pareggiato per 1-1 contro lo Zenit San Pietroburgo.

### Nazionale
Nel 2025 ha esordito in nazionale.

## Statistiche

### Presenze e reti nei club
Statistiche aggiornate al 7 agosto 2022.
| Stagione        | Squadra         | Campionato      | Campionato | Campionato | Coppe nazionali | Coppe nazionali | Coppe nazionali | Coppe continentali | Coppe continentali | Coppe continentali | Altre coppe | Altre coppe | Altre coppe | Totale | Totale |
| Stagione        | Squadra         | Comp            | Pres       | Reti       | Comp            | Pres            | Reti            | Comp               | Pres               | Reti               | Comp        | Pres        | Reti        | Pres   | Reti   |
| --------------- | --------------- | --------------- | ---------- | ---------- | --------------- | --------------- | --------------- | ------------------ | ------------------ | ------------------ | ----------- | ----------- | ----------- | ------ | ------ |
| 2019-2020       | BSK Bijelo Brdo | 2.HNL           | 8          | 0          | CC              | 1               | 0               |                    | -                  | -                  |             | -           | -           | 9      | 0      |
| 2020-2021       | BSK Bijelo Brdo | 2.HNL           | 29         | 2          | CC              | 0               | 0               |                    | -                  | -                  |             | -           | -           | 29     | 2      |
| 2021-2022       | BSK Bijelo Brdo | 2.HNL           | 23         | 2          | CC              | 3               | 1               |                    | -                  | -                  |             | -           | -           | 26     | 3      |
| 2022-2023       | Chimki          | PL              | 4          | 0          | CR              | 0               | 0               |                    | -                  | -                  |             | -           | -           | 4      | 0      |
| Totale carriera | Totale carriera | Totale carriera | 64         | 4          |                 | 4               | 1               |                    | -                  | -                  |             | -           | -           | 68     | 2      |

### Cronologia presenze e reti in nazionale
| Cronologia completa delle presenze e delle reti in nazionale ― Costa d'Avorio | Cronologia completa delle presenze e delle reti in nazionale ― Costa d'Avorio | Cronologia completa delle presenze e delle reti in nazionale ― Costa d'Avorio | Cronologia completa delle presenze e delle reti in nazionale ― Costa d'Avorio | Cronologia completa delle presenze e delle reti in nazionale ― Costa d'Avorio | Cronologia completa delle presenze e delle reti in nazionale ― Costa d'Avorio | Cronologia completa delle presenze e delle reti in nazionale ― Costa d'Avorio | Cronologia completa delle presenze e delle reti in nazionale ― Costa d'Avorio |
| Data                                                                          | Città                                                                         | In casa                                                                       | Risultato                                                                     | Ospiti                                                                        | Competizione                                                                  | Reti                                                                          | Note                                                                          |
| ----------------------------------------------------------------------------- | ----------------------------------------------------------------------------- | ----------------------------------------------------------------------------- | ----------------------------------------------------------------------------- | ----------------------------------------------------------------------------- | ----------------------------------------------------------------------------- | ----------------------------------------------------------------------------- | ----------------------------------------------------------------------------- |
| 7-6-2025                                                                      | Toronto                                                                       | Nuova Zelanda                                                                 | 1 – 0                                                                         | Costa d'Avorio                                                                | Amichevole                                                                    | -                                                                             | 66’                                                                           |
| 10-6-2025                                                                     | Toronto                                                                       | Canada                                                                        | 0 – 0 (4 – 5 dtr)                                                             | Costa d'Avorio                                                                | Amichevole                                                                    | -                                                                             | 76’                                                                           |
| Totale                                                                        |                                                                               | Presenze                                                                      | 2                                                                             |                                                                               | Reti                                                                          | 0                                                                             |                                                                               |